# Baierische Flora
Baierische Flora (abreviado Baier. Fl.) es un libro ilustrado y con descripciones botánicas que fue escrito por el jesuita naturalista alemán Franz Paula von Schrank y publicado en Múnich en dos volúmenes en el año 1879.